# Kaylani Lei
Kaylani Lei, née le 5 août 1980 à Singapour, est une actrice de films pornographiques philippino-américaine.

## Biographie
Née à Singapour, elle immigre aux États-Unis très jeune. À 18 ans elle fait de la danse exotique.
Elle commence en 2002 dans l'industrie du X et signe un contrat avec Wicked Pictures.
Kaylani Lei pose pour Hustler en juin 2003 et fait la couverture du magazine Hot Vidéo en juin 2006. Elle anime une émission sur KSEX Radio intitulée Me So Horny With Keylani Lei.
Elle joue le rôle dʼAllison Kraft dans la série The Erotic Traveler de la chaîne Cinemax.
Elle vit actuellement en Nouvelle-Zélande et elle a été la petite amie du rugbyman néo-zélandais Byron Kelleher.

## Récompenses et nominations

### Récompenses
- 2008 : XRCO award - Best Cumback
- 2008 : NightMoves Adult Entertainment Award – Best Female Performer (Editors)[3]
- 2010 : AVN Award – Best Group Sex Scene – 2040
- AVN Hall of Fame (2015)[4]

### Nominations
- 2004 : AVN Award, Best Oral Sex Scene in Eye of the Beholder
- 2004 : AVN Award, Best Actress in Sweatshop
- 2004 : AVN Award, Best Actress in Beautiful
- 2004 : AVN Award, Best New Starlet
- 2007 : AVN Award, Best Supporting Actress - Video for: Curse Eternal (2006)
- 2007 : AVN Award, Best Three-Way Sex Scene for: Curse Eternal (2006) (with: Jessica Drake, Eric Masterson)
- 2008 : AVN Award, Best Actress - Video for: Candelabra (2007)
- 2009 : AVN Award, Best Actress in The Wicked (2009)
- 2009 : AVN Award, Best Group Sex Scene in The Wicked (2009)
- 2010 : AVN Award, Best All-Girl 3-Way Sex Scene (avec Jessica Drake & Mikayla Mendez)

## Filmographie sélective
- Deep Throat This 10 (2003)
- Shameless (2005)
- China Vagina (2006)
- Kaylani Unleashed (2007)
- The Erotic Traveler (2007) de Gary Dean Orona
- Dinner at Frankie's (2009)